# Pitchfork Media
A Pitchfork Media (gyakran csak Pitchfork néven hivatkoznak rá), egy weboldal, amely főként a zenére, kritikákra, és a független zenére összpontosít. A magazint 1995-ben alapította Minneapolisban Ryan Schreiber, egy megszállott zenei rajongó. Schreiber abban az időben végzett a középiskolában, nem volt újságírói végzettsége, és a szülei pincéjében lakott. A helyi rajongói újságok és rádiók által ihletve az akkoriban gyerekcipőben járó interneten keresztül akart a zenéről írni. A Pitchfork hamar kimagasló népszerűségre tett szert, napjainkra 120 ezren látogatják naponta. Alapjában véve a kortárs zenét tartják szemük előtt, de gyakran írnak újra kiadott lemezekről is. Sok más kiadványhoz hasonlóan a Pitchfork is gyakran állít össze úgynevezett „best-of” listákat, ahol a szerkesztőség által legjobbnak ítélt albumokat/dalokat rangsorolják. 

## Külső hivatkozások
- Hivatalos honlap